# Arkady Gendler
Arkady Gendler est un chanteur, compositeur et collectionneur de chansons folkloriques ukrainien de langue yiddish. Né en Roumanie, il a vécu la majeure partie de sa vie à Zaporijjia, en Ukraine, et ne s'est fait connaître à l'international comme chanteur yiddish qu'après la Perestroïka.
Au début du XXIe siècle, il était considéré comme un lien vivant avec les mondes musicaux yiddish roumain et soviétique d'avant-guerre,.
Arkady Gendler, né dans une famille yiddishophone à Soroca, a survécu à la Seconde Guerre mondiale et à la répression stalinienne de la culture yiddisch. Il a travaillé comme ingénieur tout en collectant secrètement des chansons yiddish pendant près de 50 ans. Après la chute de l'Union soviétique en 1991, il a fondé une école yiddisch à Zaporijjia et un ensemble folklorique, contribuant à la préservation de la langue et de la musique yiddisch. Il a commencé à se produire publiquement, d'abord en Ukraine, puis dans des villes comme Moscou, Saint-Pétersbourg, Paris, et même aux États-Unis. En 1999, il a été invité à Berkeley, ce qui a lancé sa carrière internationale. Il a dirigé l'académie yiddisch Alef jusqu'en 2008 et a été actif dans des organisations caritatives juives,.

## Enregistrements
- Mayn shtetele Soroke/My Hometown Soroke (Berkeley Richmond Jewish Community Center, 2001)[5]
- Freyen zikh iz gut! Arkadi Gendler zingt Zelik Barditshevers lider/It's so good to be happy! Arkady Gendler sings Zelik Bardichever's songs (DVD, Jewish Community Center of St. Petersburg, 2009)[6],[7]
- Yidishe Lider (Golden Horn Records, 2013)[8],[9]